# Saint-Savournin
Pour les articles homonymes, voir Saint Savournin.
Saint-Savournin est une commune française de 3 393 habitants (2016), située dans le département des Bouches-du-Rhône en région Provence-Alpes-Côte d'Azur. Elle se situe à l'extrémité orientale du massif de l'Étoile entre Cadolive

## Géographie

### Situation

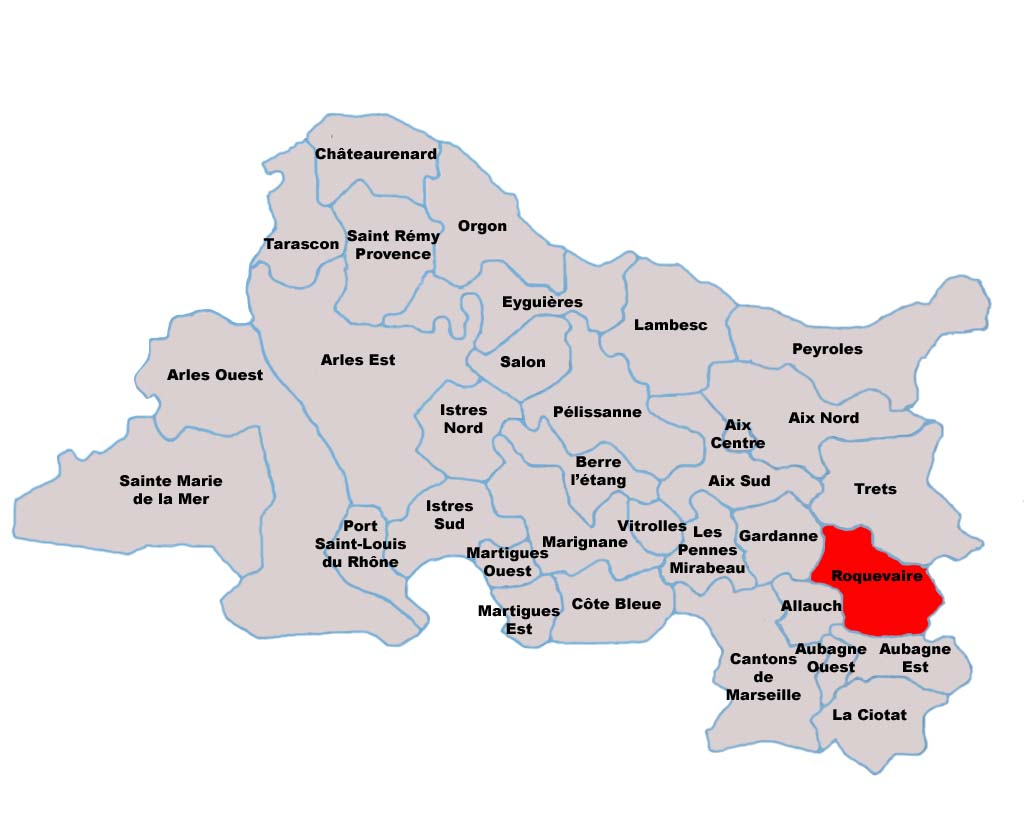
Saint-Savournin dans les Bouches-du-Rhône.

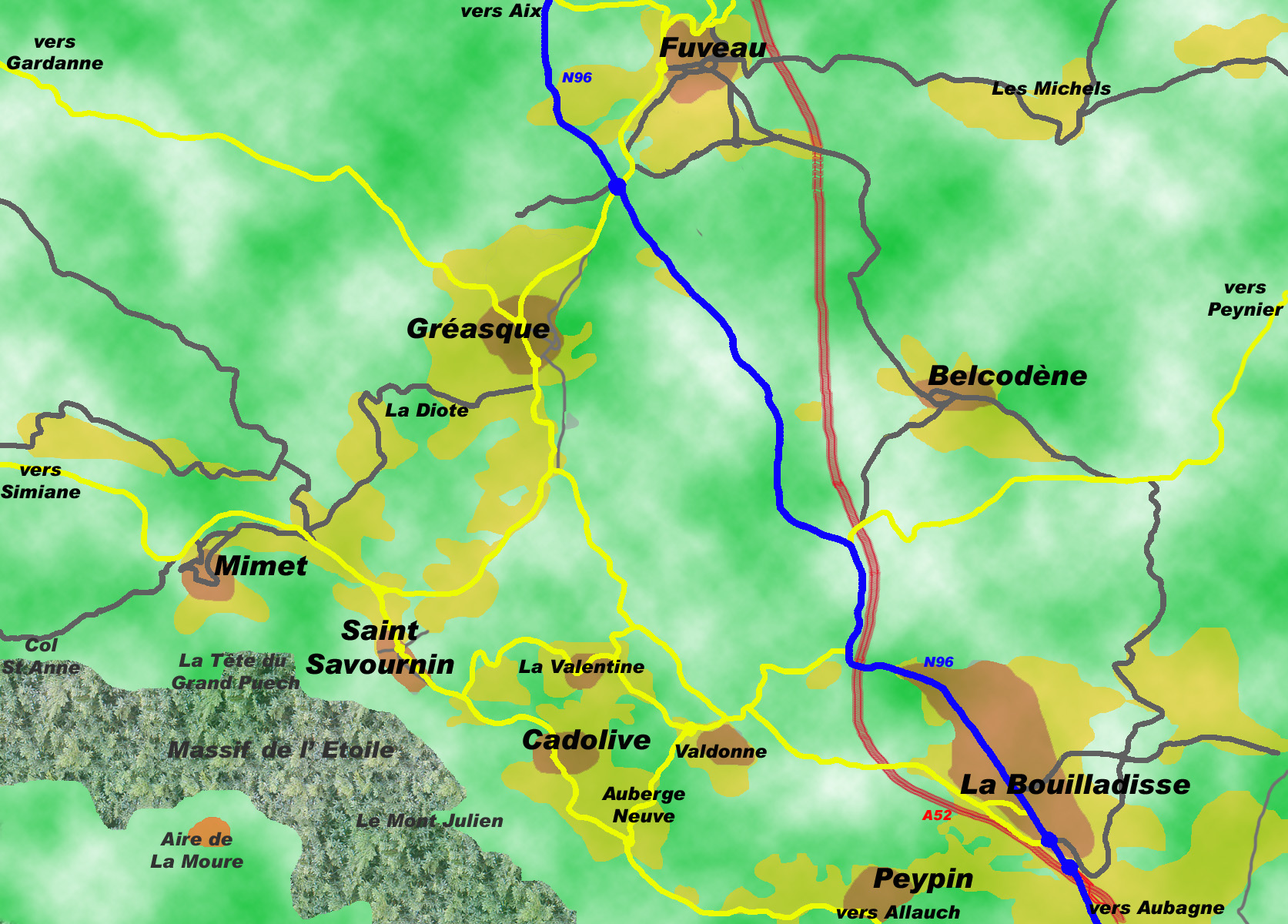
Pays autour de Saint-Savournin.

La totalité du territoire de la commune s'étend sur 589 hectares autour du massif de l'Étoile avec comme point culminant à 778 m, la Tête du Grand-Puech. Le quart de la superficie, au sud du massif, côté Marseille, est inhabité. On y trouve notamment l'aire de la Moure qui détonne par sa couleur rouge. La partie habitée est entièrement contre le flanc nord, côté montagne Sainte-Victoire.

La commune s'étend sur près de 3 750 m d'est en ouest et sur 4 600 m du sud-est au nord-ouest.
Malgré sa proximité avec Marseille (quelques kilomètres à vol d'oiseau), Saint-Savournin a un climat plus rude l'hiver. Il n'est pas rare d'avoir des températures négatives. La neige n'y est pas non plus exceptionnelle.
Les communes environnantes sont :
- Allauch et Cadolive au sud ;
- Peypin à l'est ;
- Gréasque au nord-est ;
- Mimet à l'ouest.

La commune est composée des quartiers suivants :
- le centre village, traversé par la D 7 qui relie Mimet à Cadolive ;
- les quartiers Montières et Gros Vallat, les Rampauds, les Timots, les Castangs, la Patancline, les Plaines et l'Oraison situés le long de la D 46 qui descend sur Gréasque ;
- les quartiers de l'Adrech et Perusson, Saint-Estève et Grand-Jardin en contrebas du village ;
- les Maisons-Neuves à l'ouest en allant vers Cadolive ;
- Le Collet Blanc, le Laganou, la Campagne La Loube situés le long de la D 8 qui descend sur la Valentine ;
- La Valentine constitue un village à part entière avec sa place, sa fontaine, sa chapelle, sa salle communale et son cercle des Amis réunis.

Cadolive fut d'abord un hameau de Saint-Savournin, avant de devenir une commune à part entière en 1900.

### Climat
Pour des articles plus généraux, voir Climat de Provence-Alpes-Côte d'Azur et Climat des Bouches-du-Rhône.
En 2010, le climat de la commune est de type climat méditerranéen franc, selon une étude du Centre national de la recherche scientifique s'appuyant sur une série de données couvrant la période 1971-2000. En 2020, Météo-France publie une typologie des climats de la France métropolitaine dans laquelle la commune est exposée à un climat méditerranéen et est dans la région climatique  Provence, Languedoc-Roussillon, caractérisée par une pluviométrie faible en été, un très bon ensoleillement (2 600 h/an), un été chaud (21,5 °C), un air très sec en été, sec en toutes saisons, des vents forts (fréquence de 40 à 50 % de vents > 5 m/s) et peu de brouillards. 
Pour la période 1971-2000, la température annuelle moyenne est de 13,1 °C, avec une amplitude thermique annuelle de 15,6 °C. Le cumul annuel moyen de précipitations est de 720 mm, avec 5,9 jours de précipitations en janvier et 2,1 jours en juillet. Pour la période 1991-2020, la température moyenne annuelle observée sur la station météorologique de Météo-France la plus proche, « Mimet », sur la commune de Mimet à 2 km à vol d'oiseau, est de 13,3 °C et le cumul annuel moyen de précipitations est de 725,2 mm. 
La température maximale relevée sur cette station est de 39,1 °C, atteinte le 28 juin 2019 ; la température minimale est de −13,4 °C, atteinte le 7 février 2012,,. 
| Mois                                  | jan.          | fév.            | mars          | avril         | mai           | juin          | jui.          | août          | sep.          | oct.          | nov.            | déc.          | année      |
| ------------------------------------- | ------------- | --------------- | ------------- | ------------- | ------------- | ------------- | ------------- | ------------- | ------------- | ------------- | --------------- | ------------- | ---------- |
| Température minimale moyenne (°C)     | 1,6           | 1,3             | 3,8           | 6,3           | 9,8           | 13,3          | 15,7          | 15,8          | 12,5          | 9,7           | 5,3             | 2,5           | 8,1        |
| Température moyenne (°C)              | 5,7           | 6               | 9             | 11,6          | 15,6          | 19,5          | 22,3          | 22,2          | 18,1          | 14,2          | 9,3             | 6,4           | 13,3       |
| Température maximale moyenne (°C)     | 9,7           | 10,7            | 14,1          | 17            | 21,3          | 25,8          | 28,8          | 28,7          | 23,7          | 18,7          | 13,3            | 10,2          | 18,5       |
| Record de froid (°C) date du record   | −9,7 28.01.05 | −13,4 07.02.12  | −7,6 13.03.06 | −2,7 03.04.22 | −1,5 02.05.12 | 2,9 01.06.06  | 6,8 17.07.00  | 7,2 31.08.10  | 2,6 26.09.02  | −2 25.10.03   | −7,1 23.11.1999 | −9,5 30.12.05 | −13,4 2012 |
| Record de chaleur (°C) date du record | 19,7 28.01.08 | 20,3 18.02.1998 | 23,8 24.03.01 | 26,9 27.04.12 | 32,8 23.05.09 | 39,1 28.06.19 | 37,3 31.07.17 | 37,8 23.08.23 | 33,5 04.09.23 | 28,9 08.10.23 | 21,7 01.11.22   | 20,3 30.12.21 | 39,1 2019  |
| Précipitations (mm)                   | 66,4          | 41,4            | 40,7          | 68,9          | 54,3          | 38            | 16,4          | 36,7          | 96,9          | 97,2          | 100,3           | 68            | 725,2      |

| Diagramme climatique                                  |             |             |           |             |            |              |              |              |             |              |           |
| J                                                     | F           | M           | A         | M           | J          | J            | A            | S            | O           | N            | D         |
| 9,71,666,4                                            | 10,71,341,4 | 14,13,840,7 | 176,368,9 | 21,39,854,3 | 25,813,338 | 28,815,716,4 | 28,715,836,7 | 23,712,596,9 | 18,79,797,2 | 13,35,3100,3 | 10,22,568 |
| Moyennes : • Temp. maxi et mini °C • Précipitation mm |             |             |           |             |            |              |              |              |             |              |           |

Les paramètres climatiques de la commune ont été estimés pour le milieu du siècle (2041-2070) selon différents scénarios d'émission de gaz à effet de serre à partir des nouvelles projections climatiques de référence DRIAS-2020. Ils sont consultables sur un site dédié publié par Météo-France en novembre 2022.

## Urbanisme

### Typologie
Au 1er janvier 2024, Saint-Savournin est catégorisée ceinture urbaine, selon la nouvelle grille communale de densité à 7 niveaux définie par l'Insee en 2022.
Elle appartient à l'unité urbaine de Marseille-Aix-en-Provence, une agglomération inter-départementale dont elle est une commune de la banlieue,. Par ailleurs la commune fait partie de l'aire d'attraction de Marseille - Aix-en-Provence, dont elle est une commune de la couronne,. Cette aire, qui regroupe 115 communes, est catégorisée dans les aires de 700 000 habitants ou plus (hors Paris),.

### Occupation des sols
L'occupation des sols de la commune, telle qu'elle ressort de la base de données européenne d’occupation biophysique des sols Corine Land Cover (CLC), est marquée par l'importance des forêts et milieux semi-naturels (63,6 % en 2018), en diminution par rapport à 1990 (65,2 %). La répartition détaillée en 2018 est la suivante : 
forêts (39 %), zones urbanisées (32,1 %), milieux à végétation arbustive et/ou herbacée (24,1 %), zones agricoles hétérogènes (4,2 %), espaces ouverts, sans ou avec peu de végétation (0,5 %), terres arables (0,1 %). L'évolution de l’occupation des sols de la commune et de ses infrastructures peut être observée sur les différentes représentations cartographiques du territoire : la carte de Cassini (XVIIIe siècle), la carte d'état-major (1820-1866) et les cartes ou photos aériennes de l'IGN pour la période actuelle (1950 à aujourd'hui).

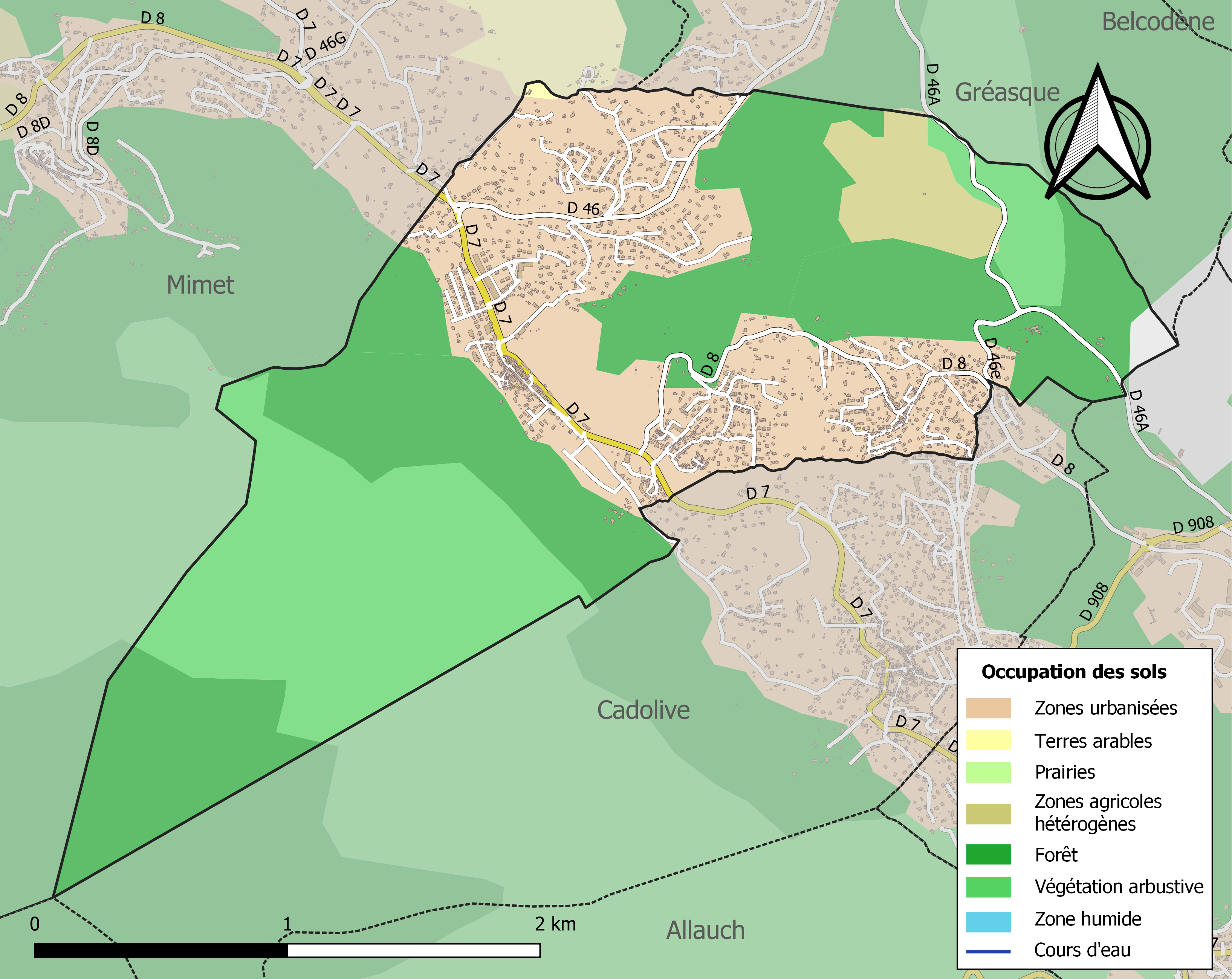
Carte des infrastructures et de l'occupation des sols de la commune en 2018 (CLC).

## Histoire

### Faits historiques

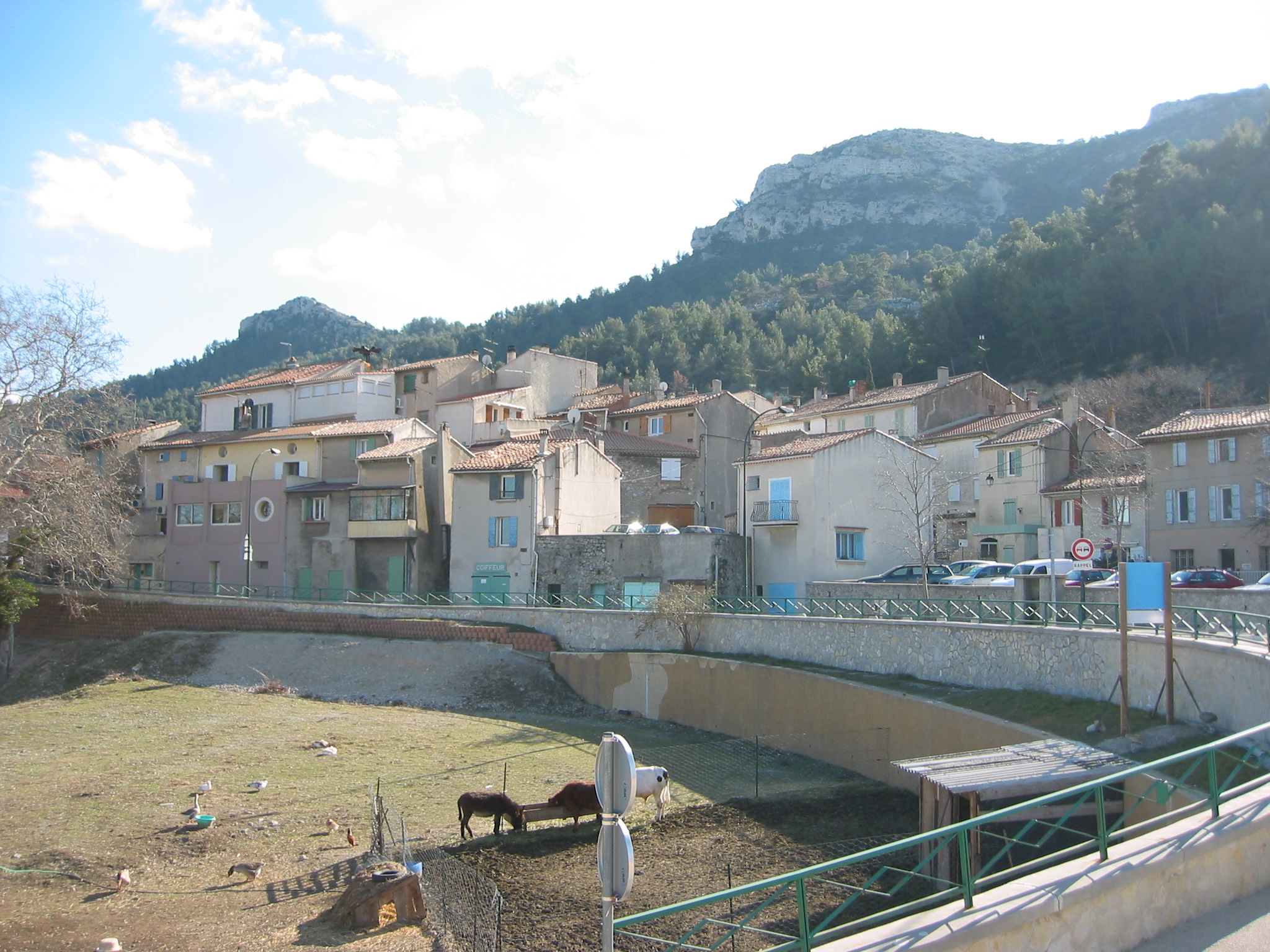
Le village depuis le chemin du château (1er mars 2006).

Quelques traces d'habitations néolithiques ont été trouvées autour du castellas. Saint-Savournin renferme aussi quelques vestiges gallo-romains :
- des tombeaux ont été mis au jour près du Collet-Blanc.
- le reste d'un cimetière romain a été retrouvé au-dessus du cimetière actuel.
- un monument funéraire datant du Ier siècle av. J.-C. a été trouvé près de l'actuelle poste.
- enfin, une voie romaine allait d'Auriol à Gardanne en passant par Saint-Savournin.

Au Moyen Âge, Saint-Savournin est un petit village qui vit essentiellement de l'agriculture (élevage de chèvres et moutons, culture de l'olivier, etc.).
Les écrits de l'époque en disent long sur la vie ecclésiastique et seigneuriale : 
- en 1010, l'abbaye de Saint-Victor érige l'église de Saint-Savournin en prieuré.
- en 1040, l’archevêque d'Arles cède ses terres de Saint-Savournin à l'abbaye.
- au XIIe siècle, les seigneurs d'Auriol y possèdent quelques terres.
- en 1553, le sénéchal de Marseille, Balthazar de Catin-Vassal, achète les droits des seigneurs d'Auriol.
- en 1657, le domaine est vendu au seigneur de Cabriès.
- en 1720, le village est  touché par la grande peste, contrairement aux villages voisins. La peste décimait surtout les grandes villes ; elle tua notamment un habitant sur deux à Marseille.
- en 1755, la seigneurie passe au seigneur de Fuveau qui, par le biais de plusieurs ventes, se retrouve en possession de la famille de Villiers. Celle-ci vendra d'ailleurs des terrains à Marseille sur lesquels seront construits le cours Devilliers et la rue Saint-Savournin.
- entre 1803 et 1830, la comtesse Jacops d'Aigremont, issue d'une famille originaire d'Anvers et de Lille, remembre ces propriétés.
- En 1993, le marquis et le comte d'Aigremont habitent toujours sur la commune. Ils possèdent également un domaine sur la commune d'Allauch, sur lequel fut construit le château de Montespin en 1715 et dont les ruines furent détruites en 1977.

## Toponymie

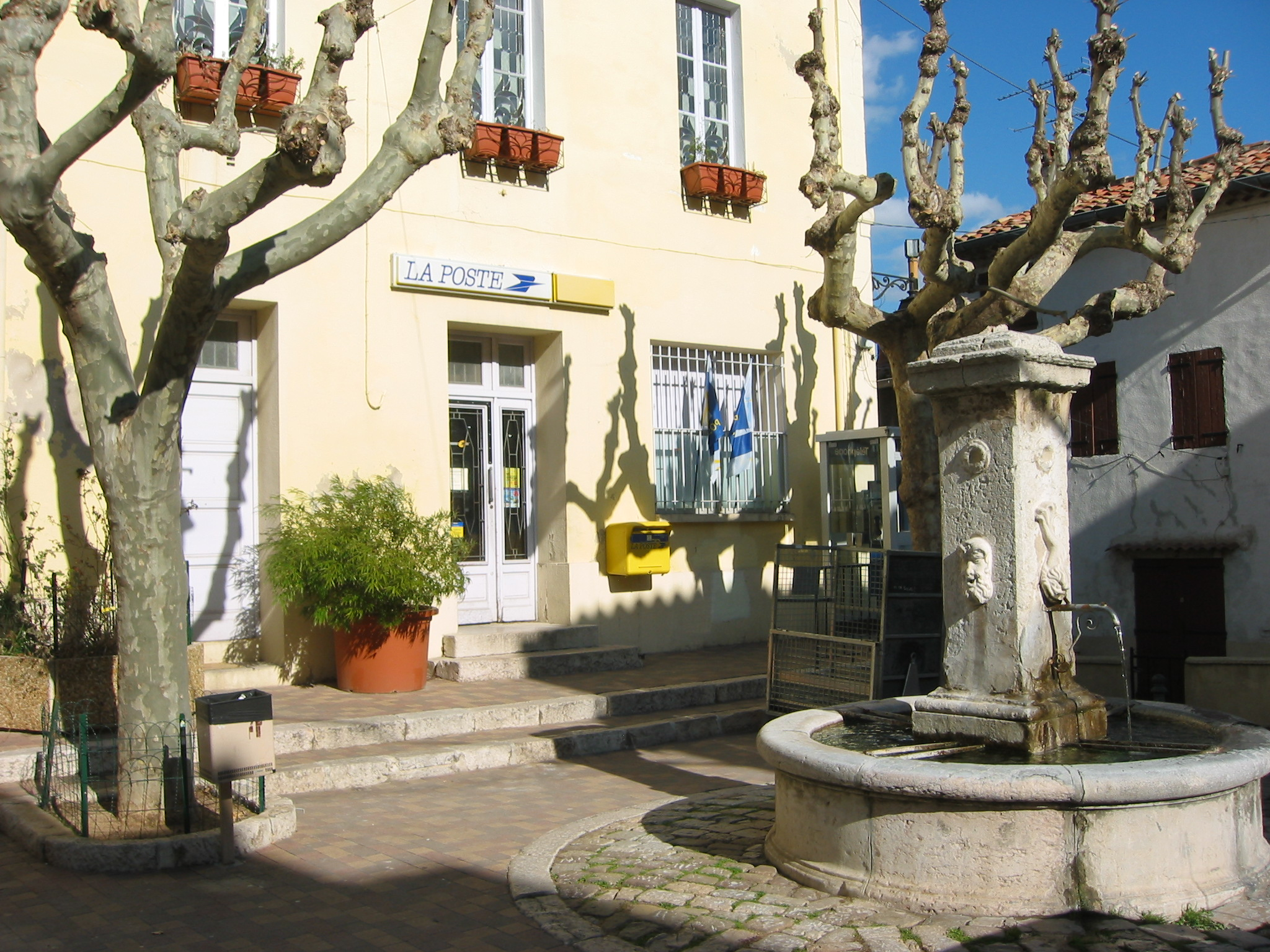
La Poste, place de la Servy (1er mars 2006).

L'origine de Saint-Savournin provient du nom de la première église dont on trouve trace dans les anciens écrits à l'occasion de sa donation par l'abbaye de Saint-Victor en 1010. L'église s'appelait alors Sanctus Saturninus et a probablement été bâtie sur les ruines d'un temple consacré à Saturne. Au XVIe siècle, Saint-Saturnin devient Saint-Savournin à la suite de l'ordonnance de Villers-Cotterêts (1539) qui prescrivait la rédaction en français de tous les actes officiels.
Les habitants de Saint-Savournin s'appellent les Saint-Savournicains, ceux de la Valentine, les Valentinains.
Voici l'origine des noms de quelques quartiers, qui viennent pour la plupart de la langue d'oc :
- l'Adrech : l'Adroit ;
- Castellas : château ruiné ;
- Laganou : petit ruisseau ;
- Aire de la Moure : vient de Maure (peuple sarrasin). Ils ont vraisemblablement séjourné sur la commune entre le VIIIe et le Xe siècle ;
- Ortolan, lieu-dit entre Le Collet Blanc et Cadolive, signifie : le jardiner en langue d'oc ;
- Puech : colline.

## Politique et administration
Liste des Maires avant 1945 :
- OLLIVE François : de 1792 à 1795
- LONG François : de 1795 à 1798
- SAMAT André : de 1798 à 1825
- SAMAT Louis : de 1825 à 1826
- OLLIVE Jean-François : de 1826 à 1829
- DELEUIL Etienne : de 1829 à 1830
- MICHEL Jean-Joseph : de 1830 à 1831
- DELEUIL Étienne : de 1831 à 1835
- OLLIVE Joseph : de 1835 à 1839
- CONSTANT Jean André : de 1839 à 1842
- MICHEL François : de 1842 à 1848
- MICHEL Jean-Joseph : de 1848 à 1854
- COULOMB Jean Martin : de 1854 à 1870
- LANGELLIER Charles : de 1870 à 1871
- SALLERIN Joseph : de 1871 à 1872
- JACQUET Étienne Pascal : de 1872 à 1874
- AMALBERT Antoine Benjamin : de 1874 à 1876
- LANGELLIER Charles : de 1876 à 1878
- LEGIER Alexandre : de 1878 à 1884
- LANGELLIER Charles : de 1884 à 1888
- SALLERIN Jean-François : de 1888 à 1891
- JACQUET Lazare : de 1891 à 1893
- LIAUTAUD Baptistin : de 1893 à 190
- AMI Auguste : de 1900 à 1902
- SAMAT André : de 1902 à 1907
- LAUGIER Antoine : de 1907 à 1912
- VELIN Ange : de 1912 à 1913
- HENRY Louis : de 1913 à 1919
- MARIAUD Jules : de 1919 à 1920
- MEGIS Abel : de 1920 à 1932
- AMI Émile : de 1932 à 1945

...
| Période      | Période      | Identité           | Étiquette | Qualité                                                         |
| ------------ | ------------ | ------------------ | --------- | --------------------------------------------------------------- |
| 13 mai 1945  | 21 mars 1965 | Édouard Étienne    | PCF       | Mineur                                                          |
| 21 mars 1965 | 13 mars 1983 | Claude Damiani     | SE        | Directeur de l'école publique. Chevalier des Palmes académiques |
| 13 mars 1983 | 18 juin 1995 | Marie-Ange Luciani | PCF       | Résistant                                                       |
| 18 juin 1995 | 4 avril 2014 | André Lenel        | DVG       | Employé puis retraité Sécurité sociale, Maire honoraire         |
| 4 avril 2014 | En cours     | Rémi Marcengo      | DVD       | Retraité de la sécurité sociale minière                         |

André LENEL ne s'est pas représenté à l'occasion des élections municipales de mars 2014, après 27 ans de dévouement public au service des habitants du village, dont 19 ans en tant que maire. Dès lors, il est, à titre honorifique, maire honoraire de Saint-Savournin. (Il faut avoir été élu pendant au moins 18 ans, tous mandat confondu).

### Tendances politiques et résultats
Le résultat de l'élection présidentielle de 2012 dans cette commune est le suivant :
| Candidat       | Candidat                    | Premier tour | Premier tour | Second tour | Second tour |
| Candidat       | Candidat                    | Voix         | % Exprimés   | Voix        | % Exprimés  |
| -------------- | --------------------------- | ------------ | ------------ | ----------- | ----------- |
|                | Eva Joly (EÉLV)             | 50           | 2,57         |             |             |
|                | Marine Le Pen (FN)          | 467          | 24,02        |             |             |
|                | Nicolas Sarkozy (UMP)       | 444          | 22,84        | 893         | 49,47       |
|                | Jean-Luc Mélenchon (FG)     | 306          | 15,74        |             |             |
|                | Philippe Poutou (NPA)       | 22           | 1,13         |             |             |
|                | Nathalie Arthaud (LO)       | 8            | 0,41         |             |             |
|                | Jacques Cheminade (SP)      | 9            | 0,46         |             |             |
|                | François Bayrou (MoDem)     | 145          | 7,46         |             |             |
|                | Nicolas Dupont-Aignan (DLR) | 37           | 1,90         |             |             |
|                | François Hollande (PS)      | 456          | 23,46        | 912         | 50,53       |
|                |                             |              |              |             |             |
| Inscrits       | Inscrits                    | 2353         | 100,00       | 2359        | 100,00      |
| Abstentions    | Abstentions                 | 371          | 15,77        | 441         | 18,69       |
| Votants        | Votants                     | 1982         | 84,23        | 1918        | 81,31       |
| Blancs et nuls | Blancs et nuls              | 38           | 1,61         | 113         | 4,79        |
| Exprimés       | Exprimés                    | 1944         | 82,62        | 1805        | 76,52       |

## Population et société

### Démographie
L'évolution du nombre d'habitants est connue à travers les recensements de la population effectués dans la commune depuis 1793. Pour les communes de moins de 10 000 habitants, une enquête de recensement portant sur toute la population est réalisée tous les cinq ans, les populations de référence des années intermédiaires étant quant à elles estimées par interpolation ou extrapolation. Pour la commune, le premier recensement exhaustif entrant dans le cadre du nouveau dispositif a été réalisé en 2008.

En 2022, la commune comptait 3 449 habitants, en évolution de +3,33 % par rapport à 2016 (Bouches-du-Rhône : +2,48 %, France hors Mayotte : +2,11 %).
| 1793 | 1800 | 1806 | 1821 | 1831 | 1836 | 1841 | 1846 | 1851 |
| ---- | ---- | ---- | ---- | ---- | ---- | ---- | ---- | ---- |
| 369  | 429  | 513  | 612  | 735  | 759  | 797  | 813  | 904  |

| 1856  | 1861  | 1866  | 1872  | 1876  | 1881  | 1886  | 1891  | 1896  |
| ----- | ----- | ----- | ----- | ----- | ----- | ----- | ----- | ----- |
| 1 006 | 1 111 | 1 266 | 1 392 | 1 553 | 1 775 | 1 753 | 1 931 | 1 820 |

| 1901 | 1906 | 1911 | 1921  | 1926  | 1931  | 1936  | 1946  | 1954  |
| ---- | ---- | ---- | ----- | ----- | ----- | ----- | ----- | ----- |
| 987  | 997  | 984  | 1 092 | 1 211 | 1 225 | 1 110 | 1 168 | 1 199 |

| 1962  | 1968  | 1975  | 1982  | 1990  | 1999  | 2006  | 2008  | 2013  |
| ----- | ----- | ----- | ----- | ----- | ----- | ----- | ----- | ----- |
| 1 184 | 1 120 | 1 140 | 1 589 | 2 093 | 2 556 | 2 975 | 3 095 | 3 241 |

| 2018  | 2022  | - | - | - | - | - | - | - |
| ----- | ----- | - | - | - | - | - | - | - |
| 3 384 | 3 449 | - | - | - | - | - | - | - |

Au XIXe siècle, l’immigration italienne favorise l'accroissement de la population en particulier à la Valentine, grâce à l'activité industrielle autour des mines. La plupart des italiens sont originaires du village de Moiola, situé dans la vallée Stura, dans le Piémont. Un pacte d’amitié a été signé entre les deux villages le 29 avril 1979.

## Culture et patrimoine

### Les mines
Saint-Savournin est une des nombreuses communes qui compose le bassin houiller de Provence dont Gardanne est peut-être la plus emblématique, avec la fermeture du dernier puits de mine en février 2003. Ce bassin s'étend de l'étang de Berre à l'ouest, jusqu'à la vallée de l'Arc vers  Trets à l'est, en passant par les chaînes de l'Estaque, de l'Étoile et l'Huveaune au sud.
Dès le XVIe siècle, on trouve des carrières de charbon à Saint-Savournin. À la fin du XVIIe siècle, le lignite est mieux exploité et sert entre autres pour les cimenteries et autres fabriques de tuileries, savonneries ou raffineries. On l'utilise aussi pour le chauffage des fours à chaux, notamment sur la zone de La Valdonne, en contrebas de la Valentine, sur la route de La Bouilladisse. Vers 1790, on compte près de trois cents ouvriers travaillant dans les mines de Saint-Savournin.
Les principaux puits sont creusés entre le XIXe et le XXe siècle :
- Le puits Dubreuil en 1820 (profondeur de 70 mètres) ;
- Le puits Saint-Pierre en 1842 (56 mètres) ;
- Le puits Castellane en 1844 (150 mètres) ;
- Le puits Léonie en 1866 (203 mètres) ;
- Le puits Saint-Joseph en 1866 (193 mètres) ;
- Le puits Notre-Dame-du-Château en 1871 (250 mètres) ;
- Le puits Armand en 1891, fermé définitivement en 1954 ;
- Le puits Germain, inauguré en 1927 (600 mètres) et fermé en 1961.

Au XVIIIe siècle, le charbon était acheminé à Marseille à dos de mulets. Deux itinéraires furent utilisés, par le sentier du Terme (l'actuelle route d'Allauch après Cadolive) ou, plus long mais plus sûr, par l'ancien chemin d'Aix-en-Provence qui atteignait Aubagne en passant par la vallée de l'Huveaune.

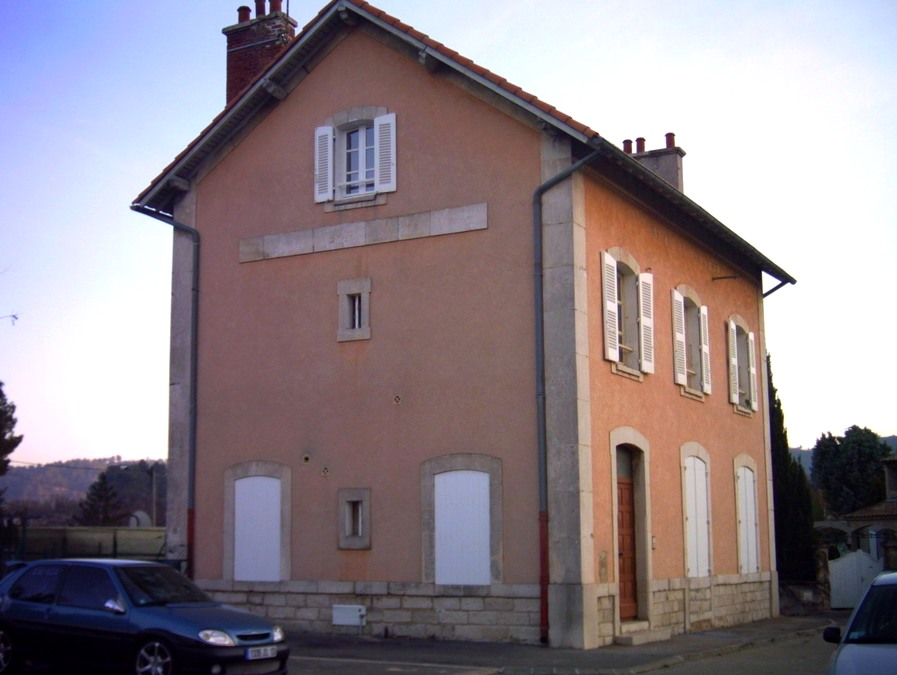
Ancienne gare de Cadolive-Saint-Savournin.

En 1904, une ligne de chemin de fer est mise en service entre Aubagne et la Barque (commune actuelle de Fuveau) pour desservir les mines. Dans un premier temps, une voie est ouverte en 1868 entre Aubagne et Valdonne, où une gare y est construite en 1870. Ce train transportera aussi des voyageurs jusqu’en 1939 et sera définitivement supprimé en 1960.
À Saint-Savournin, un traînage mécanique amenait le charbon au lieu-dit Chante-Coucou, au-dessous de la Valentine jusqu’aux installations de criblage implantées à 200 mètres de la gare Cadolive - Saint-Savournin.

### Quatre églises pour Saint-Savournin…
- Une première église fut construite entre 768 et 923, probablement sur les ruines d'un temple consacré à Saturne sur la place occupée actuellement par la Poste.
- Une deuxième église fut construite sur l'emplacement de la première en 1683 (rattachée d'abord au prieuré de Fuveau). Elle fut démolie en 1865.

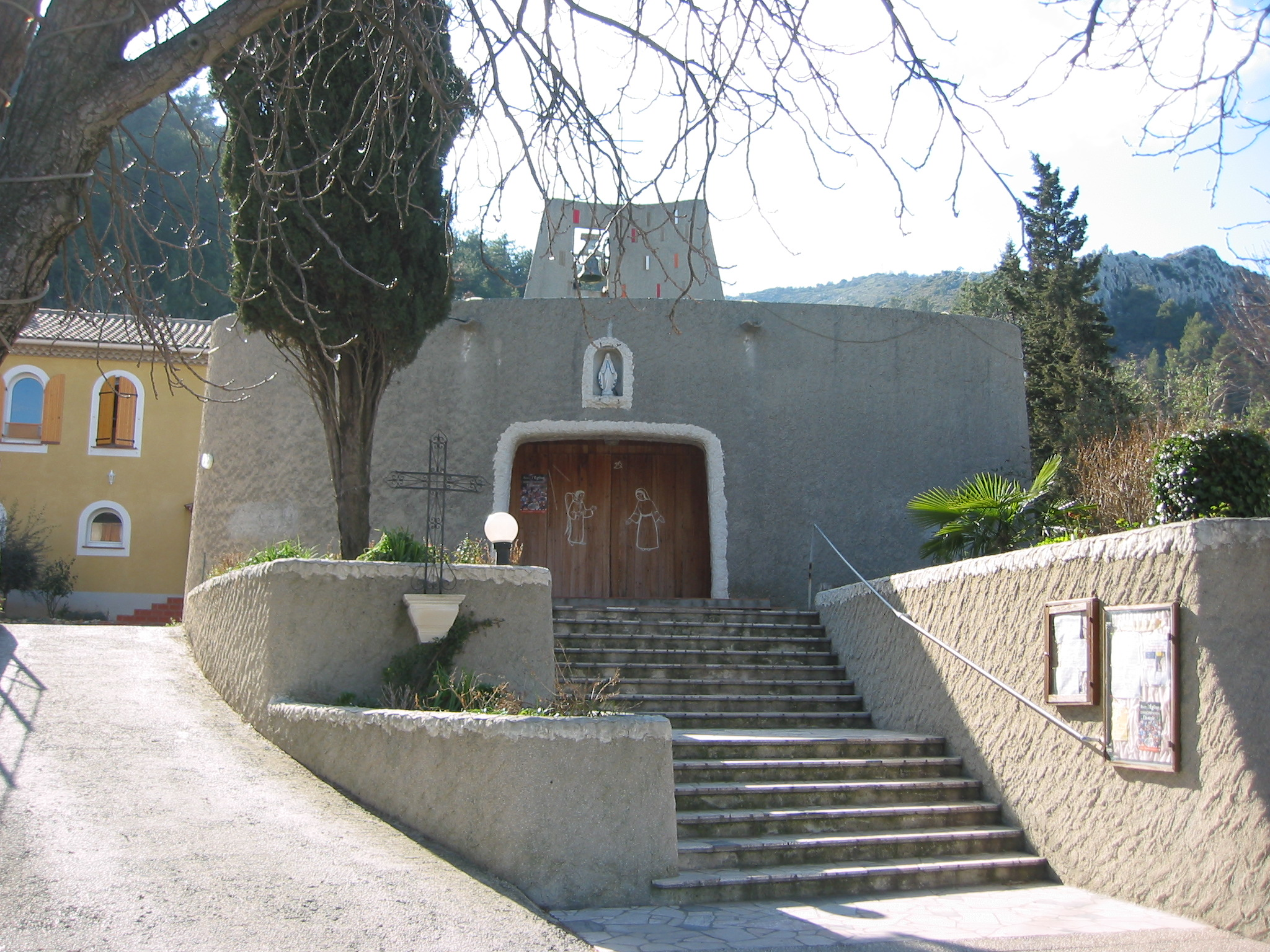
L'église actuelle (1er mars 2006).

- Une troisième église fut construite 200 mètres plus loin entre 1851 et 1853 par l’archevêque de Marseille Saint Eugène de Mazenod sur la place de l’hôtel de ville actuel. En 1851, une chapelle de secours fut bâtie à Cadolive, érigée en prieuré dès 1854 (bien avant que Cadolive ne devienne une commune en 1900). En 1873, on orna l'église de superbes peintures rappelant le martyre de saint Saturnin. En 1932, on rajouta à la seule cloche baptisée  Félicité deux autres cloches,la Philomène Noémie et la Louise Noémie.
- À partir de 1937-38, les travaux du puits Germain ont provoqué de nombreux ébranlements dans tout le village et notamment dans les environs de l'église. En octobre 1942, un violent orage inonde le pays et fragilise encore l'édifice qui glisse et s'enfonce. Les pluies qui suivront aggraveront la situation et en 1946, l'église est partagée en deux : le haut resta accroché au rocher, le bas glissant peu à peu. Après quelques travaux d'infortune, le conseil municipal se résout à démolir l'église en 1960. Une quatrième église fut alors bâtie en 1961 sur le terrain de la salle paroissiale (place de la Servy), de style plus contemporain, faisant table rase des églises précédentes.

### Les châteaux

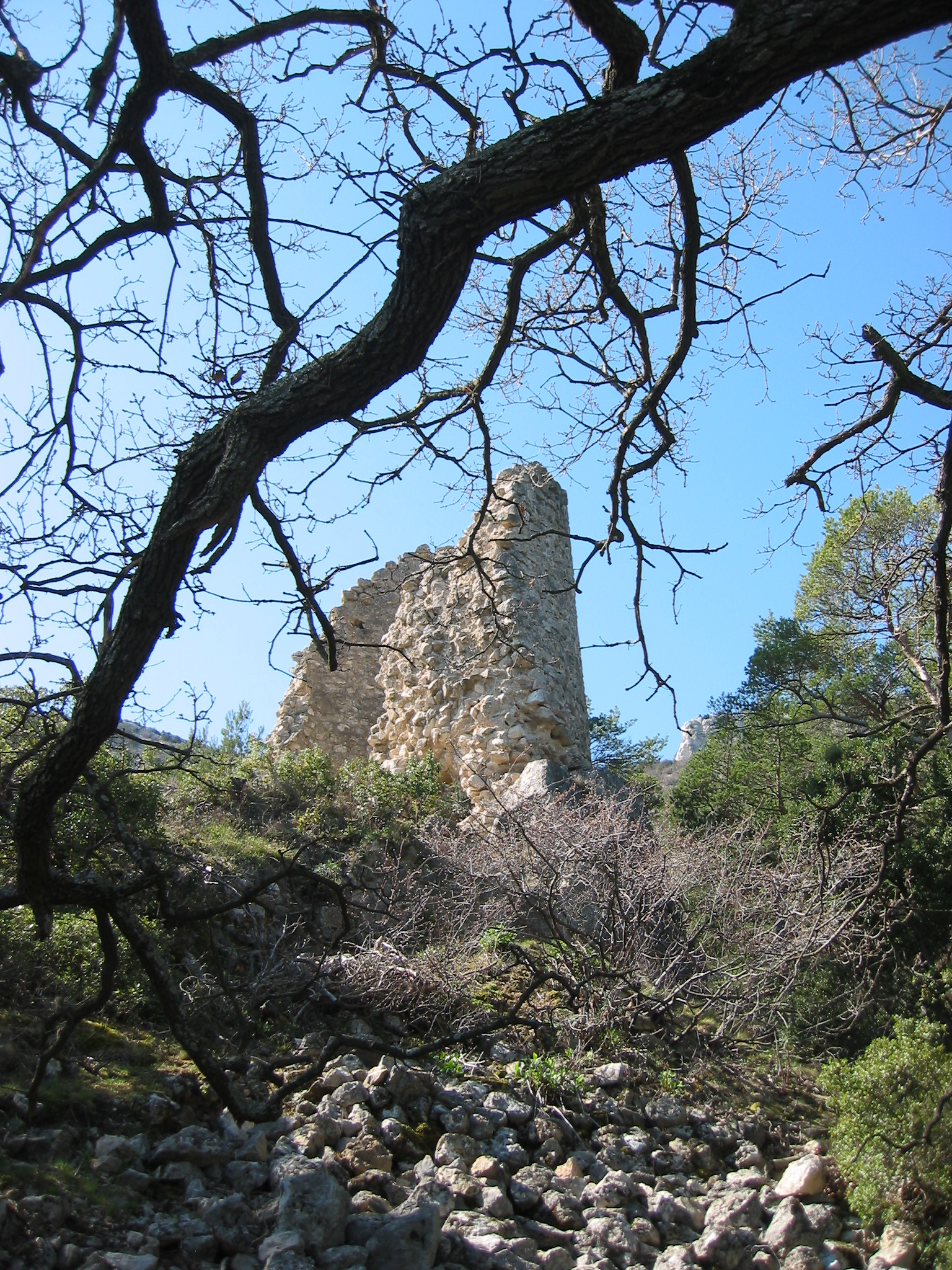
Les ruines du Castellas au-dessus du village (8 avril 2006).

Les ruines du Castellas sont les restes d'un château construit entre 1045 et 1138 sur les hauteurs du village, contre le flanc du massif de l'Étoile.
Il aurait été détruit du temps de La Ligue entre 1576 et 1593. Sur cette esplanade, on jouit d'une vue magnifique sur le village.
Un calvaire a été dressé à proximité en 1912. La croix est bien visible depuis le village. La légende dit qu'il existerait même un souterrain qui mènerait jusqu'à Aix-en-Provence...
Il existe peu d'information sur l'existence d'un deuxième château, probablement construit après la destruction du Castellas, au début du XVIIe siècle.
Le troisième château date du XVIIe siècle et comprenait quatre tours englobant une cour intérieure. Il était situé à l'entrée ouest du village, en contrebas de l'actuel rond-point à l'olivier, sur la route du château.

### Héraldique
Les armoiries du village sont composées d'un arbre de sinople accosté de deux « S » de sable, l'arbre signifiant que la commune est très boisée.
| Armes de Saint-Savournin | Les armes peuvent se blasonner ainsi : D'or à un arbre de sinople accosté de deux lettres S et S de sable. |

### Balades
- Les ruines du Castellas

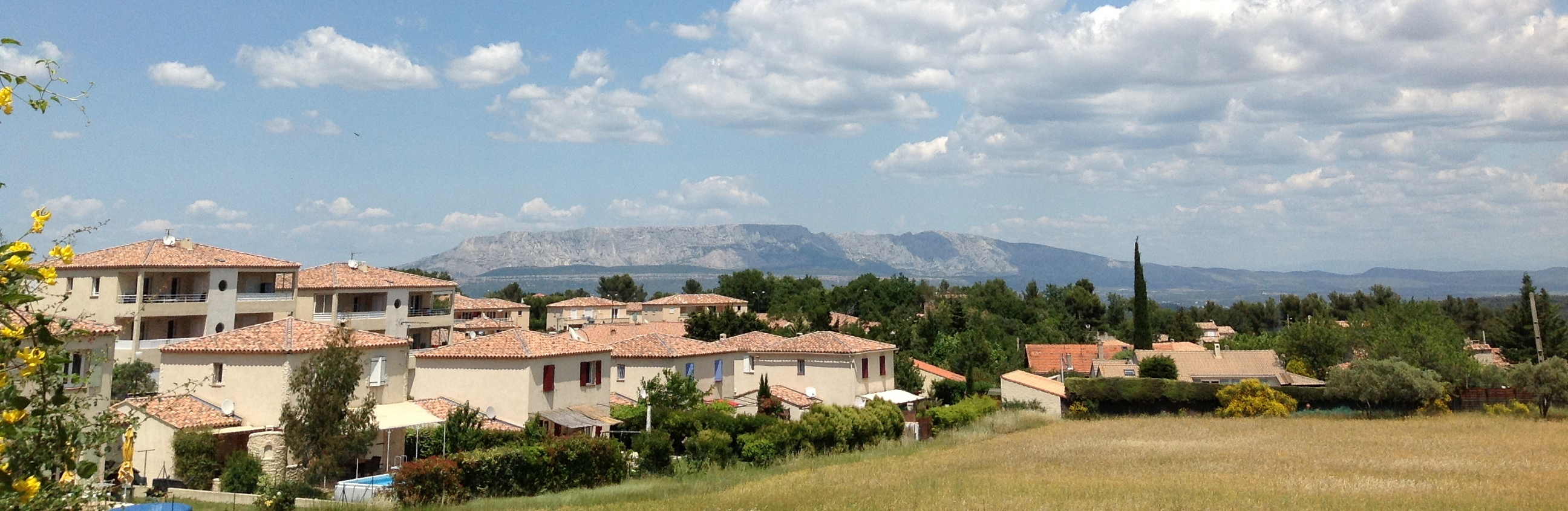
Montagne Sainte-Victoire, 26 juin 2013.

- Entre le Castellas et le col Saint-Anne (Mimet), panorama à 360 °C, de la montagne Sainte-Victoire au nord, à Marseille et l'Archipel du Frioul au sud, en passant par le massif de la Sainte-Baume à l'est et l'étang de Berre à l'ouest.
- La Tête du Grand Puech
- L’Ortolan

## Galerie de photos

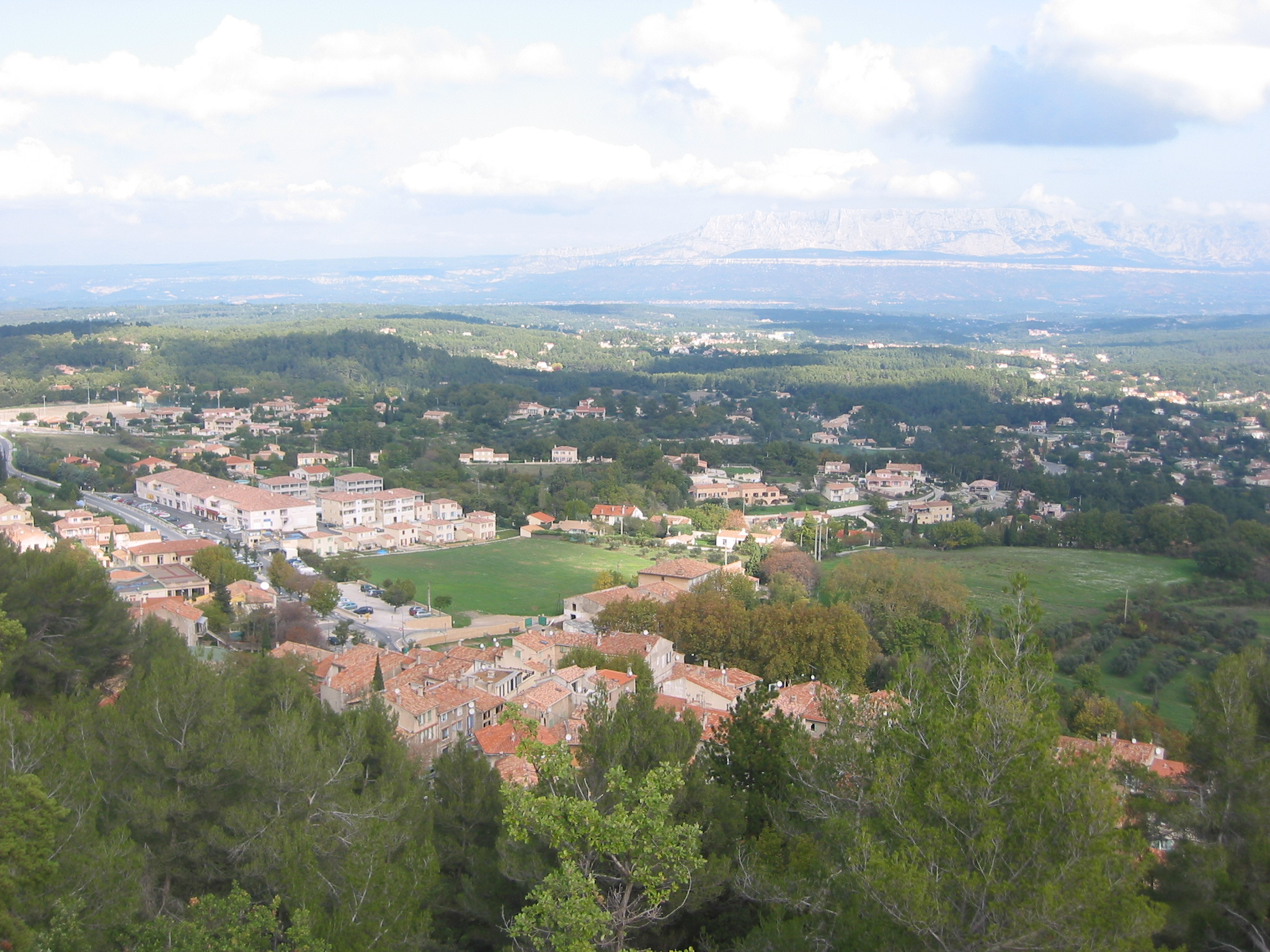
Le village depuis le chemin du Castellas (3 novembre 2005). Au loin, la Montagne Sainte-Victoire.
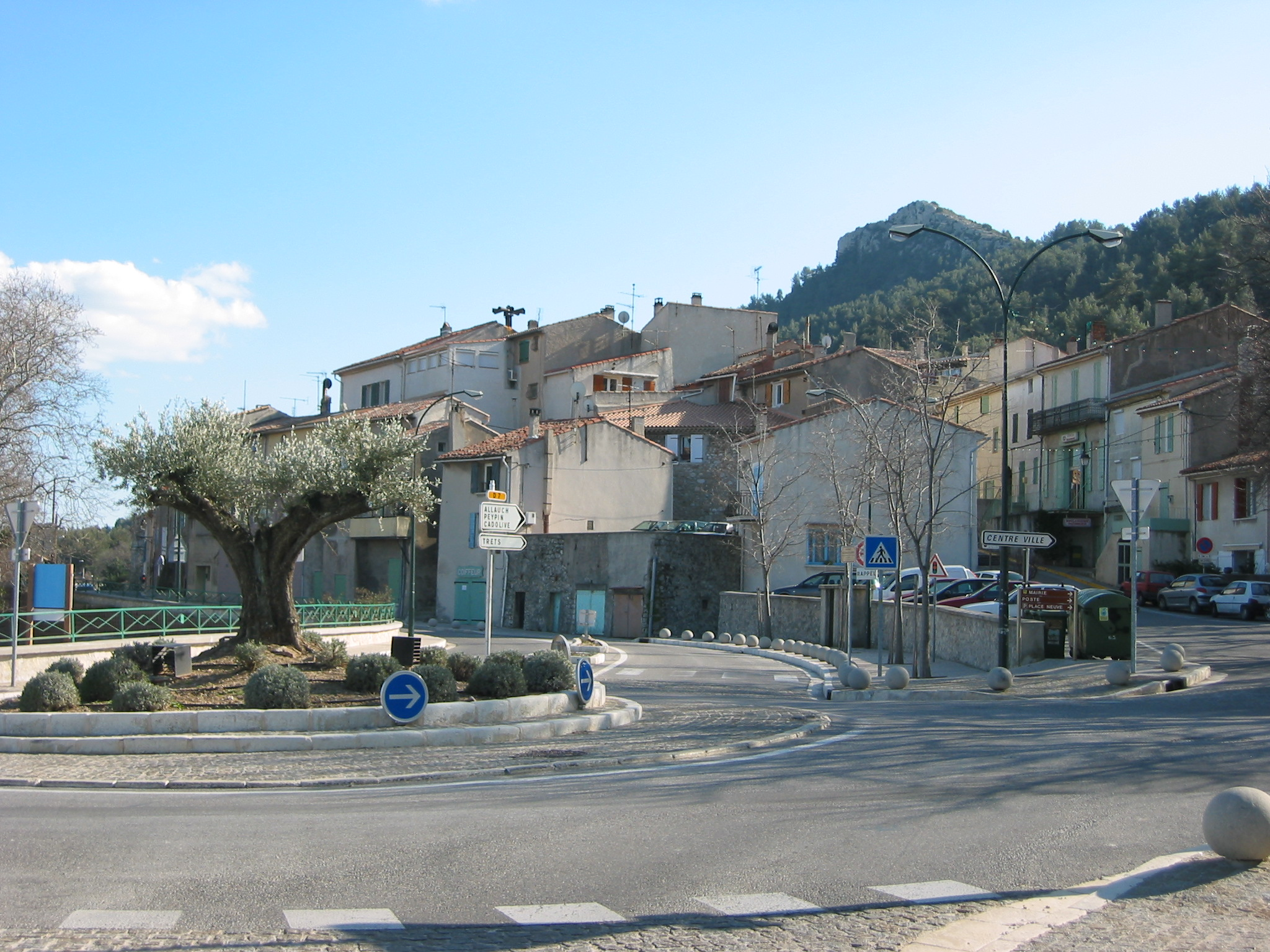
L'entrée Ouest du village : le rond-point de l'olivier (1er mars 2006).
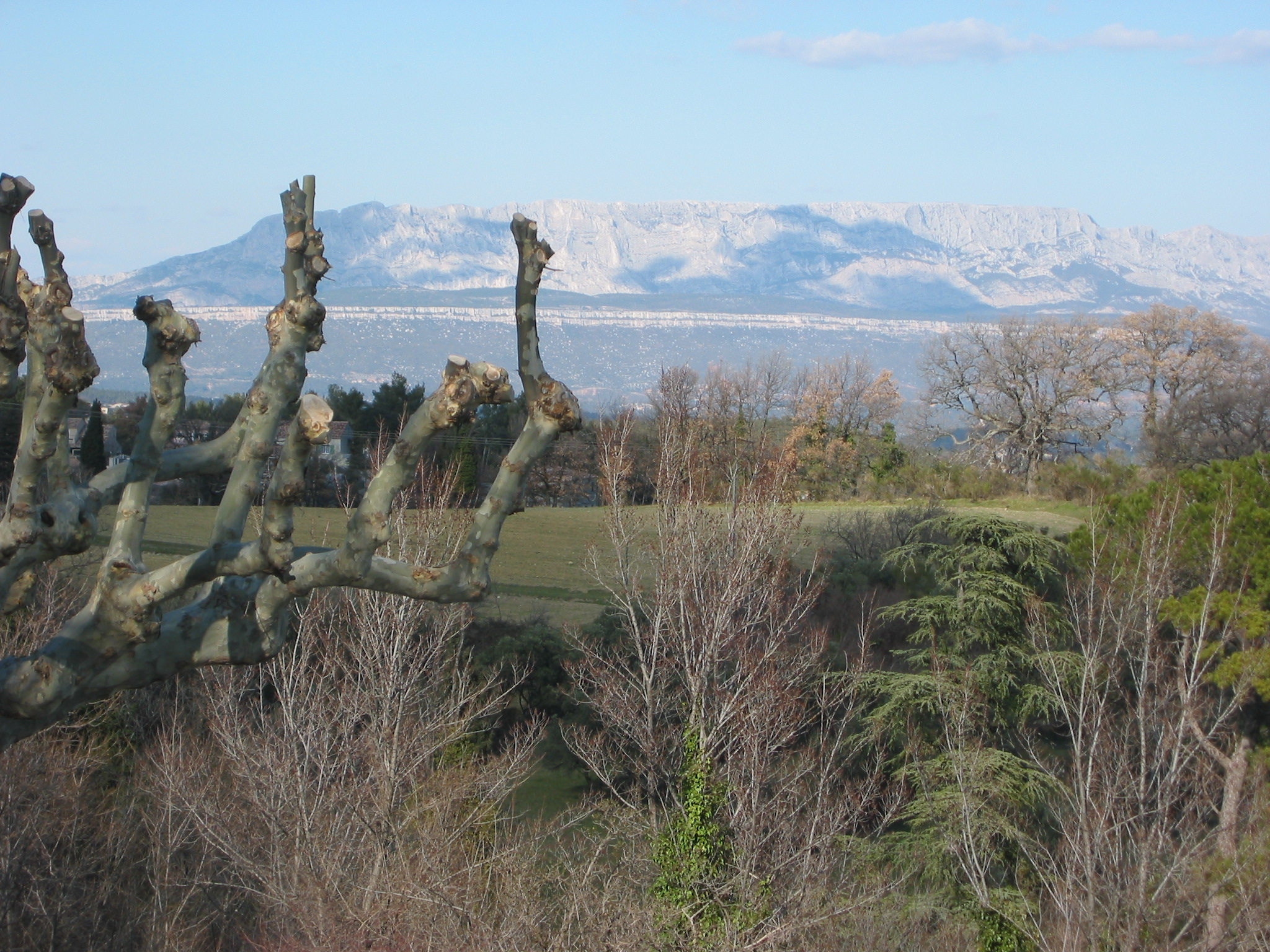
Montagne Sainte-Victoire vue depuis Saint-Savournin (1er mars 2006).
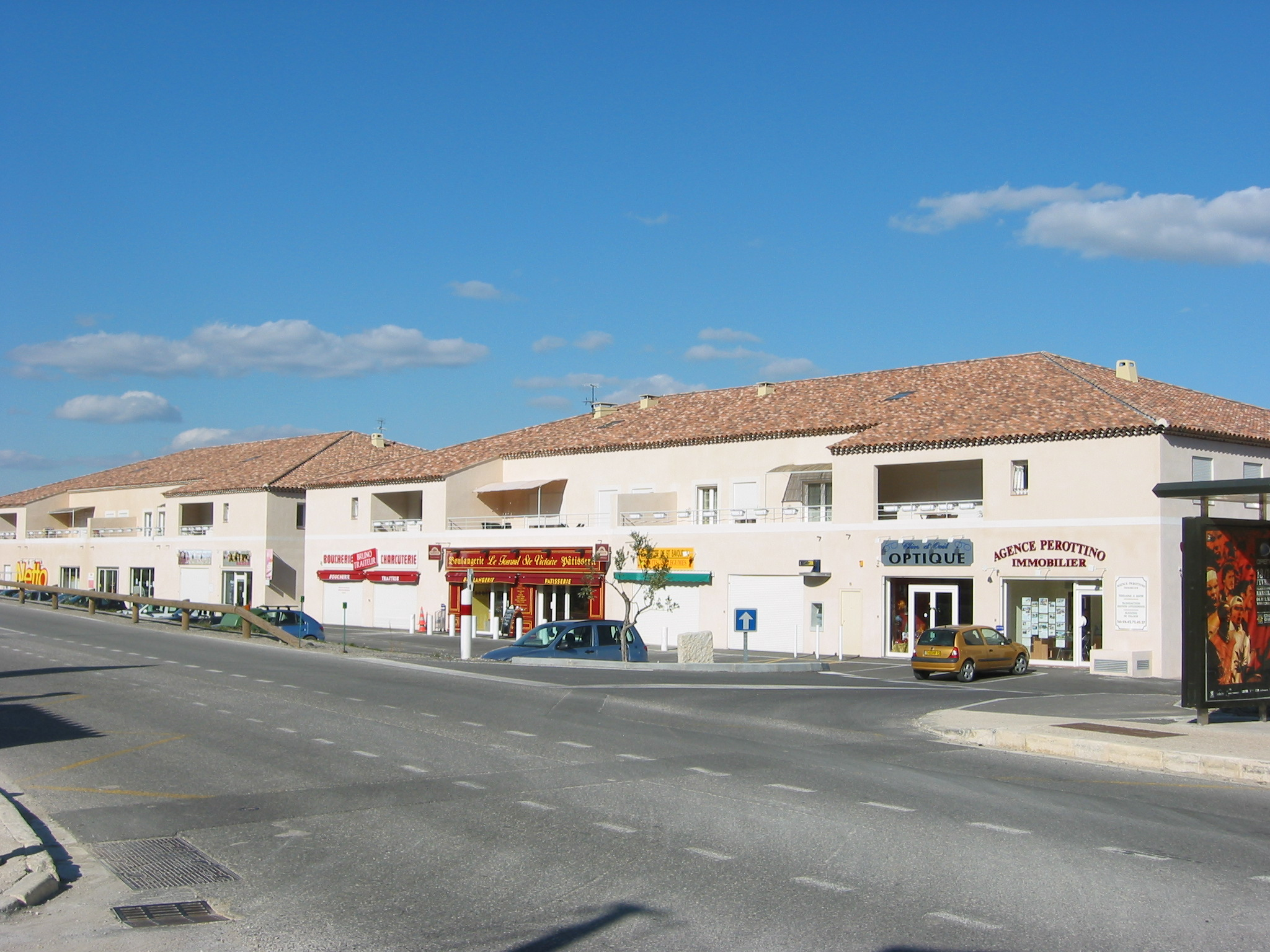
Nouveau centre commercial ouvert en 2005 (entrée ouest du village).
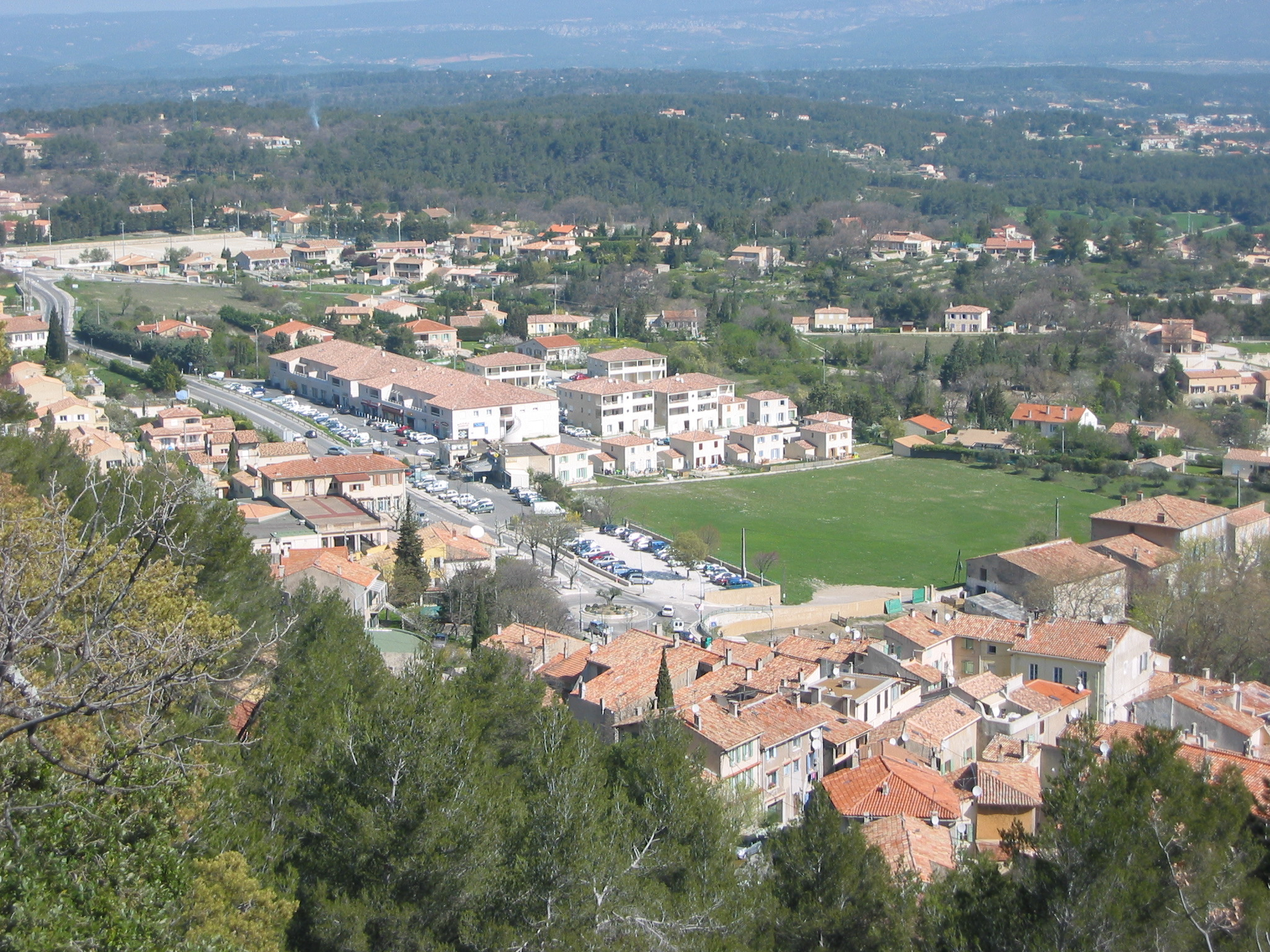
Vue du village depuis la croix (8 avril 2006).